# Paz de Toruń (1466)

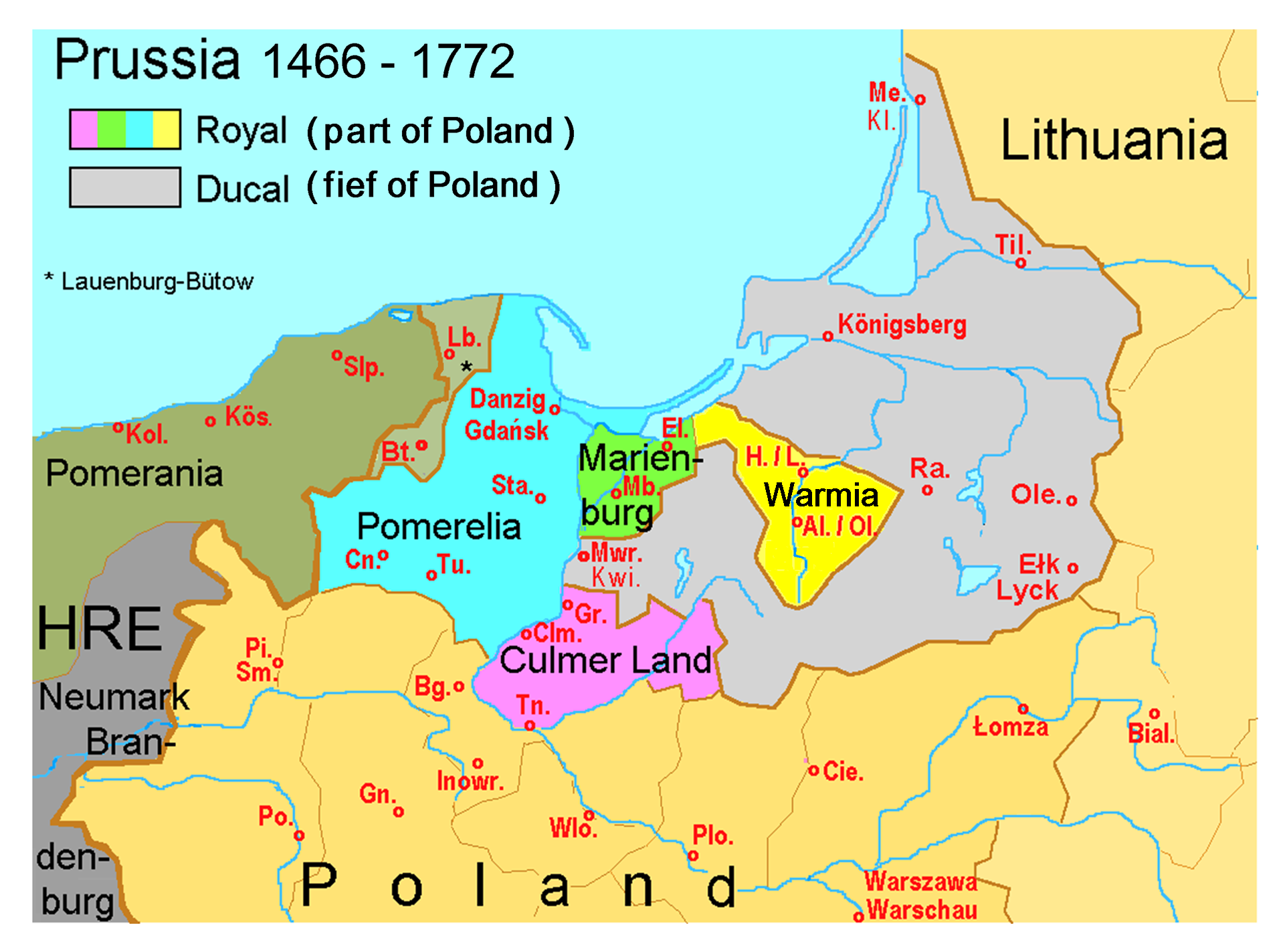
A Prússia Real constituída após a assinatura do tratado (o futuro Ducado da Prússia está em cinzento)

O Segundo Tratado de Toruń ou o Segundo Tratado de Thorn, (também Paz de Toruń de 1466; alemão: Zweiter Friede von Thorn, polonês: Drugi Pokój Toruński) foi um tratado de paz assinado na cidade hanseática de Toruń (Thorn) em 19 de outubro de 1466 entre o Rei da Polônia, as cidades da Prússia e o duque da Pomerânia de um lado, e os Cavaleiros Teutônicos do outro. O tratado terminava com a Guerra dos Treze Anos (1454-1466), travada entre o vitorioso Reino da Polônia e a derrotada Ordem Teutônica.
A Guerra dos Treze Anos tinha se iniciado em fevereiro de 1454 com a revolta da Confederação Prussiana, comandada pelas cidades de Gdańsk (Danzig), Elbląg (Elbing), Chełmno (Kulm) e Toruń, e membros da baixa nobreza prussiana contra o governo dos Cavaleiros Teutônicos.
Os dois lados concordaram em buscar a ratificação do Papa Paulo III e do Imperador Frederico III, mas o lado polonês achou (e o lado teutônico concordou) que esta confirmação não seria necessária para a validação do tratado. No tratado, a Ordem Teutônica cedia os territórios da Pomerélia (Pomerânia Oriental) com Gdańsk, a Terra de Chełmno com Chełmno e Toruń, a foz do rio Vístula com Elbląg e Malbork (Marienburg) e a Vármia (Ermland) com Olsztyn (Allenstein). A Ordem também reconhecia o direito da Coroa do Reino da Polônia à metade ocidental da Prússia, posteriormente conhecida por Prússia Polonesa ou Prússia Real.
A Vármia tornou-se um príncipe-bispado autônomo. A Prússia Oriental, mais tarde chamada de Ducado da Prússia, permaneceu com a Ordem Teutônica até 1525 e o grão-mestre foi obrigado a fazer a juramento pessoal ao rei da Polônia e a fornecer lhe ajuda militar. A fim de não ter que prestar o juramento, os grão-mestres simplesmente deixaram de visitar a Prússia.
A Prússia Ocidental foi explicitamente incorporada ao Reino da Polônia, porém surgiram mais tarde algumas discordâncias quanto a certos privilégios mantidos pela Prússia Real. Enquanto o lado polonês a considerava parte do reino, seguindo literalmente o que estava escrito no tratado, a Prússia Real insistia em defender a sua garantida autonomia, mesmo concordando em fazer parte do reino. O governo queria, contrariando o reino polonês, continuar emitindo a sua própria moeda, fazer reuniões com seus próprios estados, ter seu próprio exército e utilizar na administração o idioma alemão. Aos prussianos era negado o direito de nomear bispos na Prússia Real e decidiu não ocupar os lugares a ela reservados no Sejm. Esse conflito acabou levando à Guerra dos Padres (1467-79).
A Ordem Teutônica perdeu o território oriental da Prússia, quando o Hochmeister Alberto da Prússia adotou o luteranismo em 1525 e assumiu o título de duque com governo hereditário sob a suserania da Polônia no Tributo da Prússia. A área ficou conhecida como Ducado da Prússia, ou Prússia Ducal, mais tarde Prússia Oriental.
O Sacro Império Romano-Germânico continuou a reivindicar suprema soberania sobre a região e garantiu a Prússia ao próximo Hochmeister, Walter von Cronberg e a todos os Hochmeisters subseqüentes e embora o duque da Prússia Alberto de Brandemburgo tenha sido banido pelo imperador em 1535, ele continuou a governar até sua morte em 1568.